# Zaccaria (Familie)

Wappen der Familie Zaccaria, Herren von Focea

Zaccaria ist der Name einer genuesischen Patrizier-Dynastie, die vom späten 13. bis zum frühen 15. Jahrhundert eine bedeutende Rolle im östlichen Mittelmeerraum spielte. Sie war während dieser Zeit eine von zwei mächtigen genuesischen Familien in der Ägäis, die andere waren die Gattilusio.

## Geschichte
Die Händlerfamilie Zaccaria stammte ursprünglich aus Gavi und siedelte sich wohl im 11. oder 12. Jahrhundert in Genua im Viertel Santa Maria di Castello an. Im Jahr 1202 wird erstmals ein Mitglied der Familie (Zaccaria di Castello) namentlich erwähnt.
Nachdem Angehörige der Zaccaria den byzantinischen Kaiser Michael VIII. im Umfeld der Rückeroberung von Konstantinopel 1261 unterstützt hatten, erhielt die Familie die kleinasiatische Hafenstadt Phokaia mit ihren gewinnbringenden Alaun-Bergwerken als erbliches Lehen. Ausgehend von dieser Einnahmequelle folgte ein schneller Aufstieg. Benedetto I. Zaccaria machte als byzantinischer Diplomat Karriere, heiratete in die Kaiserfamilie ein, wurde Admiral in genuesischen, französischen und kastilischen Diensten, und nahm schließlich im Jahr 1304 unter dem Vorwand der Piratenbekämpfung die Insel Chios in Besitz. Der byzantinische Kaiser bestätigte die Kontrolle der Insel als zeitlich beschränktes Lehen; faktisch herrschten die Zaccaria aber dort als unabhängige Fürsten.
Benedettos Enkel Martino Zaccaria heiratete in den fränkischen Adel in Griechenland ein und erlangte so mehrere Baronien im Fürstentum Achaia. Der lateinische Titularkaiser verlieh ihm den Titel „König und Despot von Kleinasien“. 1343 wurde er päpstlicher Flottenführer des Kreuzzugs gegen Smyrna, bei dem er 1345 getötet wurde. 
Chios und Phokaia waren allerdings bereits wieder 1329 an Byzanz verlorengegangen. Beide Gebiete gerieten kurz darauf zwar wieder an Genua, aber nicht mehr an die Familie Zaccaria, sondern an eine Handelsgesellschaft (Maona), aus der später die Giustiniani-Familie hervorging. 
Martinos Sohn Centurione I. Zaccaria wurde zum mächtigsten Baron in Achaia. Seine Tochter Maria Zaccaria stieg dann durch Heirat mit dem Anführer der Navarresischen Kompanie bis zur Fürstin von Achaia auf und behielt das Amt auch nach dem Tod ihres Mannes 1402. Zwei Jahre später wurde sie jedoch von ihrem Neffen Centurione II. Zaccaria verdrängt. Mit dessen Tod 1432 fiel Achaia an das byzantinische Despotat Morea, dessen Herrscher Thomas Palaiologos Centuriones Tochter geheiratet hatte.

## Stammliste
Es werden aus Gründen der Übersichtlichkeit nur bedeutende Familienmitglieder aufgeführt:
1. Fulcone Zaccaria († nach 1275), beteiligt am Abkommen von Nymphaion
  1. Manuele Zaccaria († 1287/88), Herr von Phokaia; ⚭ I) Eliana Grillo, ⚭ II) Clarisia di Fieschi, Verwandte der Päpste Innozenz IV. und Hadrian V.
    1. Tedisio Zaccaria († 1313), Verwalter von Phokaia, Herr von Thasos

  2. Benedetto I. Zaccaria († 1307), Admiral, Herr von Phokaia, erster Herr von Chios; ⚭ Angehörige der Palaiologen-Dynastie
    1. Paleologo Zaccaria († 1314), Herr von Chios
      1. Benedetto II. Zaccaria († 1330), Co-Herr von Chios
      2. Martino Zaccaria († 1345, von den Türken in Smyrna getötet), letzter Herr von Chios, Herr von Chalandritsa, „König und Despot von Kleinasien“; ⚭ Jacqueline de la Roche, Baronin von Veligosti–Damala
        1. Bartolomeo Zaccaria († 1334), Co-Herr von Damala; ⚭ Guglielma Pallavicini, Markgrafin von Boudonitza
        2. Centurione I. Zaccaria († 1382), Herr von Damala, Chalandritsa, Estamira; Bailli und Konstabler von Achaia; ⚭ Angehörige der Asanes-Dynastie 
          1. Andronico Asano Zaccaria († 1401), Herr von Chalandritsa, Konstabler von Achaia; ⚭ Erbtochter des Erard III. von Le Maure, Herr von Arkadien
            1. Centurione II. Zaccaria († 1432), Herr von Arkadien, von 1404 bis 1430/32 Fürst von Achaia; ⚭ Creusa Tocco, Tochter des Leonardo II. Tocco, Herr von Zante
              1. Caterina Zaccaria († 1462), ⚭ Thomas Palaiologos, Despot der Morea
              2. (unehelich) Giovanni Aseno Zaccaria († 1469), Rebellenführer gegen die osmanische Herrschaft

            2. Erardo Zaccaria, als Erard IV. Herr von Arkadien
            3. Stefano Zaccaria († 1424), lateinischer Erzbischof von Patras

          2. Maria Zaccaria († nach 1404), von 1402 bis 1404 regierende Fürstin von Achaia; ⚭ Pedro Bordo de San Superano, Anführer der Navarresischen Kompanie
            1. Sohn

    2. Eliana Zaccaria ⚭ Andriolo Cattaneo, Herr von Phokaia
      1. Domenico Cattaneo († 1336), letzter Herr von Phokaia